# Aflou
Aflou è un comune (daira) algerino nella provincia (wilaya) di Laghouat.
Si tratta di un villaggio agricolo, situato a circa 1400 m di altitudine, nell'Atlante.
Nei suoi pressi si trova un sito archeologico ricco di incisioni rupestri del Neolitico.